# Igreja de São Sebastião (Veneza)

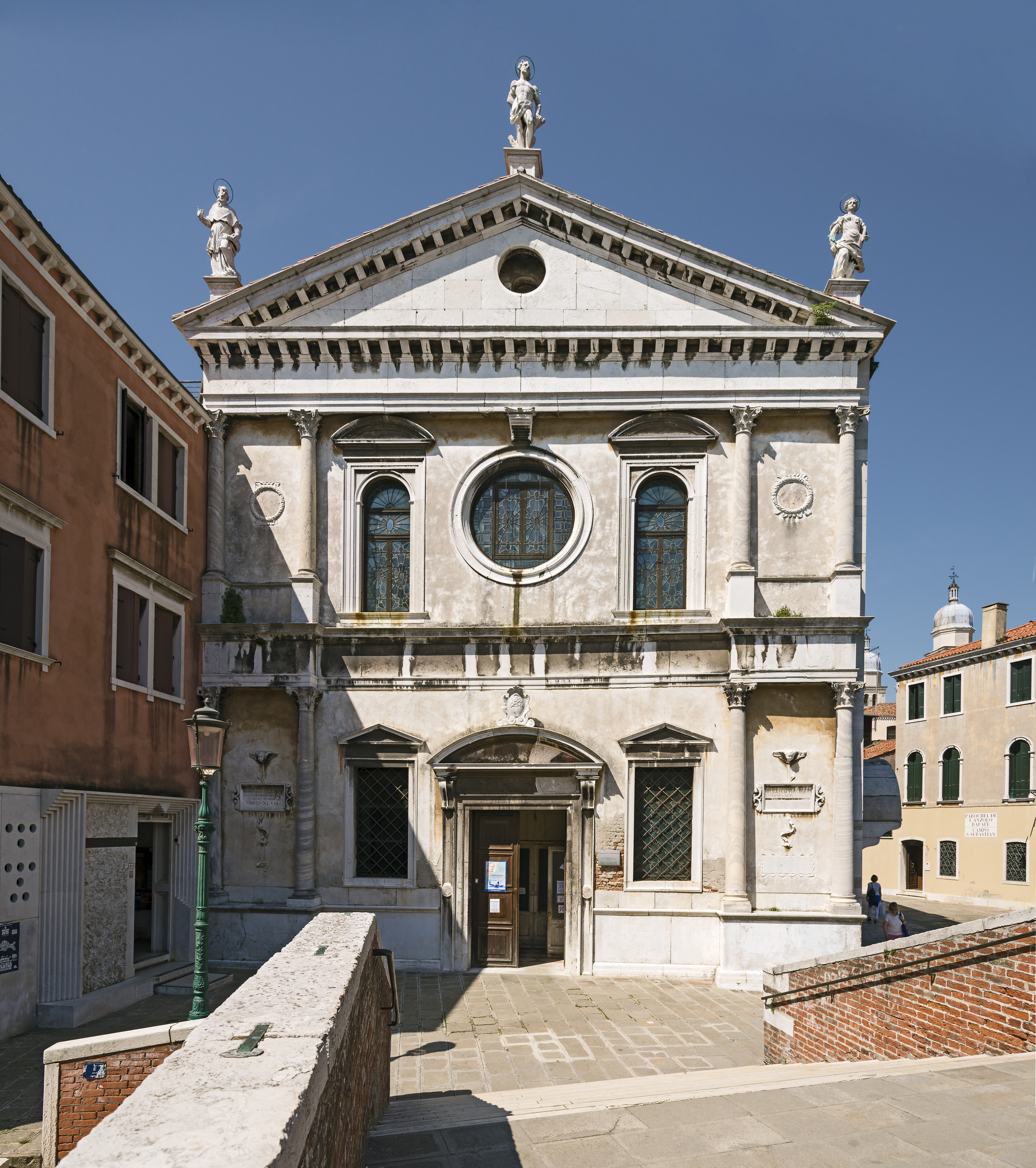
Veneza: Igreja de São Sebastião (exterior)

A Igreja de São Sebastião (em italiano:  Chiesa di San Sebastiano) é uma igreja de Veneza, no sestiere de Dorsoduro.
A construção iniciou-se em 1506 e terminou em 1548. Pertence ao estilo renascentista. O templo foi consagrado em 1562.
Sobre o lugar onde se ergue actualmente a igreja havia anteriormente um hospício fundado por irmãos da Congregação de São Jerónimo por volta de 1393. Três anos depois, junto ao hospício fundou-se o oratório de «Santa Maria cheia de graça e justiça» que em 1455 foi ampliado e em 1468 se transformou numa igreja dedicada a São Sebastião, mártir.
A igreja actual foi iniciada em 1506 sobre projecto de Antonio Abbondi, chamado o Scarpagnino, e terminada em 1548 consagrando-se finalmente em 1562. O projecto é sóbrio no essencial, seja por respeito às exigências espirituais dos promotores, cuja regra monástica previa um estilo de vida severo e modesto, seja pelos reduzidos recursos financeiros postos à disposição da obra.

## Obras de arte

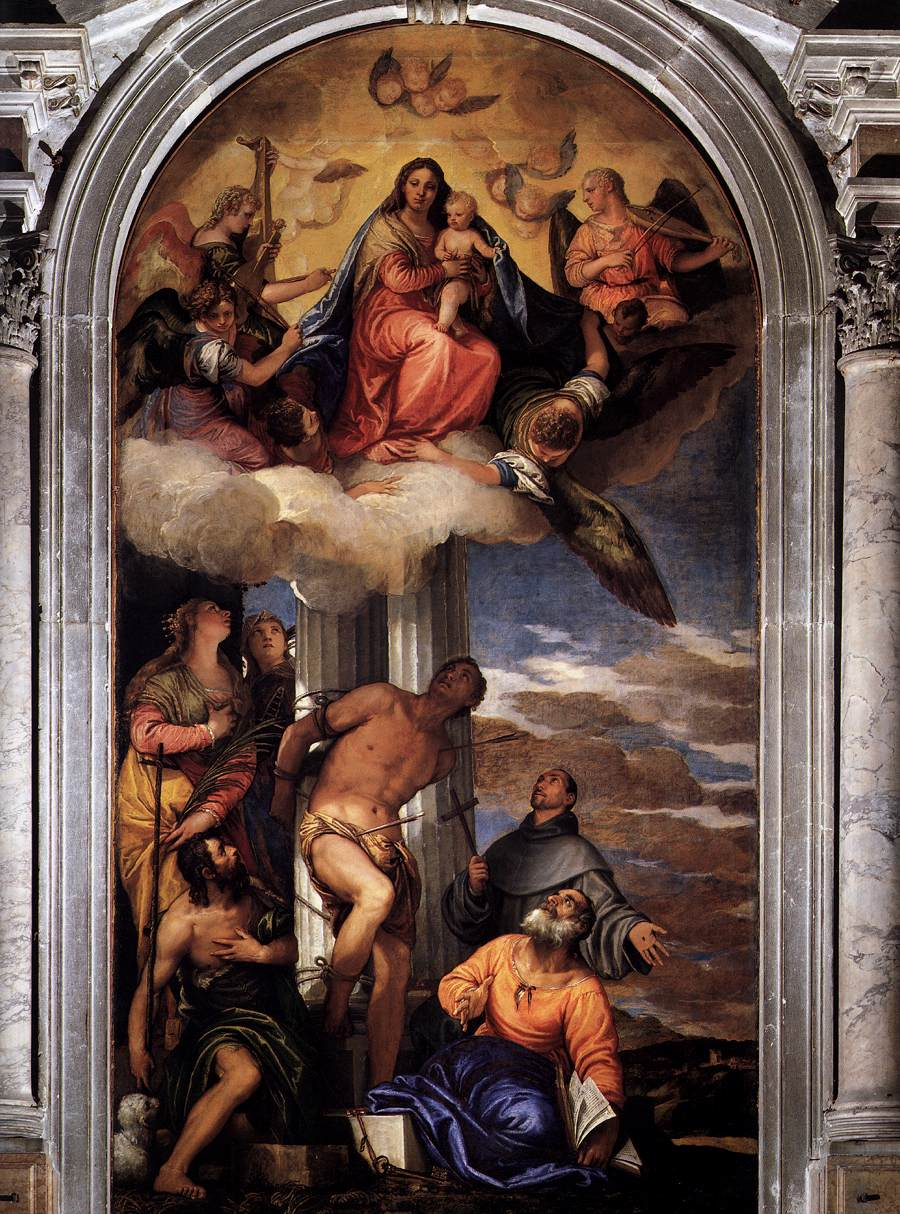
Veronese: São Sebastião

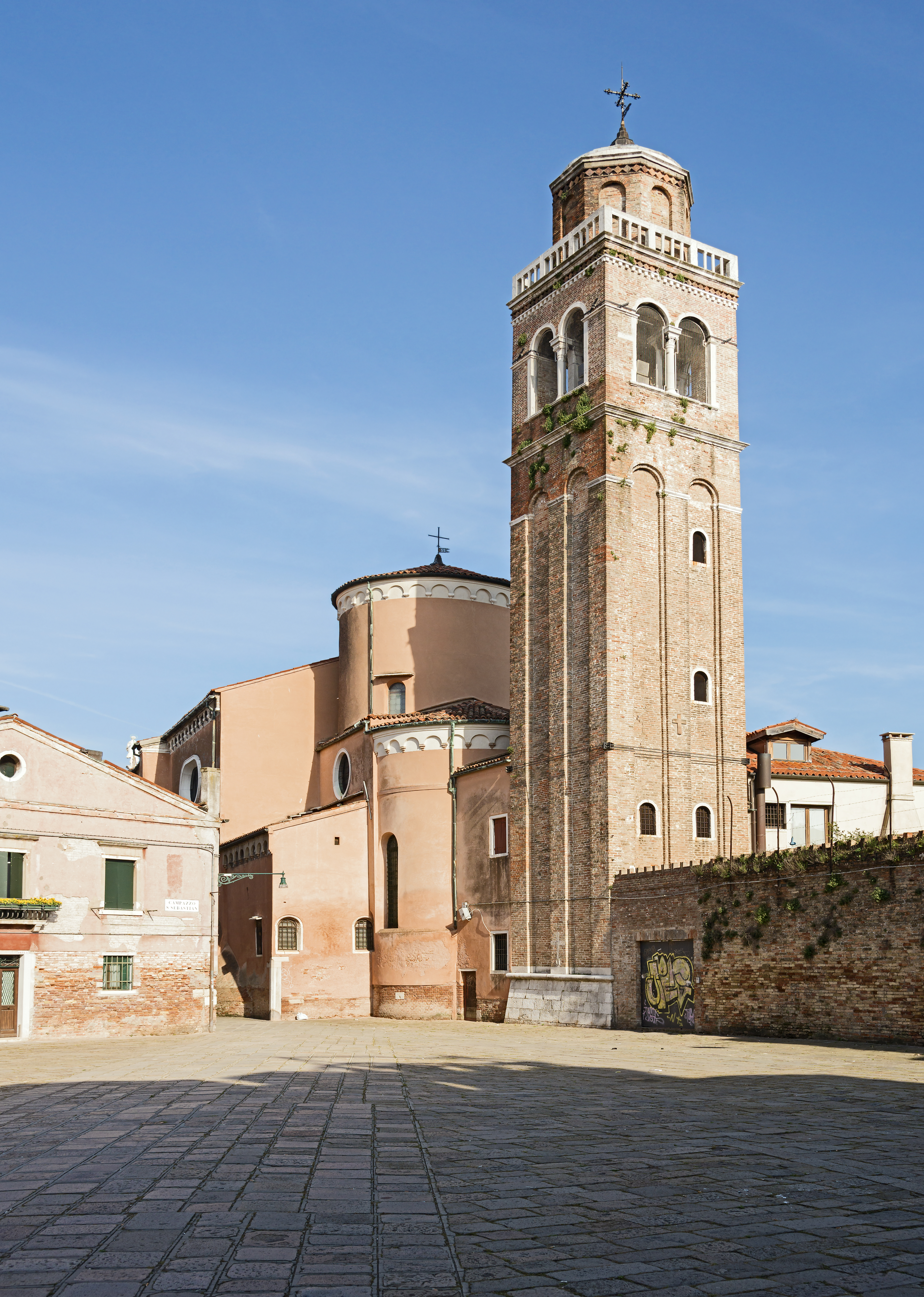
Torre sineira e abside.

A igreja apresenta um belíssimo ciclo de frescos de Paolo Veronese, que decorou o tecto da sacristia, a nave central, o friso, a parte oriental do coro, o altar-mor, as portas dos painéis do órgão e o presbitério. Entre elas, três telas com cenas da vida de Ester. O próprio artista se encontra sepultado na igreja, junto ao órgão.
O retábulo do altar é dedicado ao santo, protector contra a peste.